# Condició de Hörmander
En matemàtiques, la condició de Hörmander és una propietat de camps vectorials que, si es satisfà, té moltes conseqüències útils en la teoria de equacions diferencials parcials i estocàstiques. La condició du el nom del matemàtic suec Lars Hörmander.

## Definició
Donats dos camps vectorials C1 V i W en l'espai euclidià d-dimensional Rd, sigui [V, W] el seu corxet de Lie, es defineix un altre camp vectorial com
{\displaystyle [V,W](x)=\mathrm {D} V(x)W(x)-\mathrm {D} W(x)V(x),}
on DV(x) denota la derivada de Fréchet de V en x ∈ Rd, que es pot entendre com una matriu que és aplicada al vector W(x), i vice versa.
Siguin A0, A1, ... An camps vectorials en Rd, es diu que satisfan la condició de Hörmander si, en cada punt x ∈ Rd, els vectors
{\displaystyle {\begin{aligned}&A_{j_{0}}(x)~,\\&[A_{j_{0}}(x),A_{j_{1}}(x)]~,\\&[[A_{j_{0}}(x),A_{j_{1}}(x)],A_{j_{2}}(x)]~,\\&\quad \vdots \quad \end{aligned}}\qquad 0\leq j_{0},j_{1},\ldots ,j_{n}\leq n}
generen Rd. Es diu que satisfan la condició parabòlica de Hörmander si la mateixa condició aplica, però amb l'índex {\displaystyle j_{0}} prenent només els valors 1,...,n.

## Aplicació a equacions diferencials estocàstiques
Consideri's l'equació diferencial estocàstica (EDE)
{\displaystyle \operatorname {d} x=A_{0}(x)\operatorname {d} t+\sum _{i=1}^{n}A_{i}(x)\circ \operatorname {d} W_{i}}
on s'assumeix que els camps vectorials {\displaystyle A_{0},\dotsc ,A_{n}} tenen derivada fitada, {\displaystyle (W_{1},\dotsc ,W_{n})} és una moció browniana n-dimensional i {\displaystyle \circ \operatorname {d} } denota la interpretació de la integral de Stratonòvitx de l'EDE.
El teorema de Hörmander afirma que si l'EDE definida amunt satisfà la condició parabòlica de Hörmander, llavors les seves solucions admeten una densitat suau respecte de la mesura de Lebesgue.

## Aplicació al problema de Cauchy
Seguint la mateixa notació de més amunt, defineixi's l'operador diferencial F com
{\displaystyle F={\frac {1}{2}}\sum _{i=1}^{n}A_{i}^{2}+A_{0}.}
Un problema important en la teoria d'equacions diferencials en derivades parcials és el de determinar condicions suficients en els camps vectorials Ai per a què el problema de Cauchy 
{\displaystyle {\begin{cases}{\dfrac {\partial u}{\partial t}}(t,x)=Fu(t,x),&t>0,x\in \mathbf {R} ^{d};\\u(t,\cdot )\to f,&{\text{as }}t\to 0;\end{cases}}}
tingui una solució fonamental suau, és a dir una funció real p (0, +∞) × R2d → R tal que p(t, ·, ·) és suau en R2d per tot t i 
{\displaystyle u(t,x)=\int _{\mathbf {R} ^{d}}p(t,x,y)f(y)\,\mathrm {d} y}
satisfagui el problema de Cauchy de més amunt. S'ha sabut d'un temps ençà que existeix una solució suau en el cas d'operadors el·líptics, en què
{\displaystyle A_{i}=\sum _{j=1}^{d}a_{ji}{\frac {\partial }{\partial x_{j}}},}
i la matriu A = (aji), 1 ≤ j ≤ d, 1 ≤ i ≤ n és tal que AA∗ és una matriu invertible pertot.
La gran gesta d'un article de Hörmander de 1967 va ser demostrar que existeix una solució fonamental suau si es fa una suposició més feble: la versió paràbolica de la condició que avui en dia du el seu nom, que s'ha definit més amunt.

## Aplicació a sistemes de control
Sigui M una varietat diferenciable i {\displaystyle A_{0},\dotsc ,A_{n}} camps vectorials suaus en M. Si s'assumeix que aquests espais vectorials satisfan la condició de Hörmander, llavors el sistema de control 
{\displaystyle {\dot {x}}=\sum _{i=0}^{n}u_{i}A_{i}(x)}
és localment controlable en tot temps i en qualsevol punt de M. Això es coneix com el teorema de Rashevsky–Chow. Vegi's Òrbita (teoria de control).